# خانواده رولین
خانواده رولین (انگلیسی: The Roulin Family) نقاشی‌های پرتره گروهی است که ونسان ون گوگ در سال ۱۸۸۸ و ۱۸۸۹ در آرل از جوزف رولین و همسرش آگوستین و سه فرزندشان: آرماند، کامیل و مارسل کشید. این سری نقاشی‌ها از بسیاری جهات منحصر به فرد است. اگرچه ون گوگ به کشیدن پرتره علاقه زیادی داشت، ولی به دلایل مالی و دیگر دلایل، پیدا کردن مدل برای اینکار دشوار می‌نمود.
بنابراین، پیدا کردن یک خانواده که حاضر بودند از آنها پرتره کشید شود و هر کدام در چند نوبت به منظور این کار ثابت بنشینند، برایش خیلی ارزشمند بود.
جوزف رولین در طول اقامت خود در آرلس به یک دوست بسیار خوب، وفادار و حامی ون گوگ تبدیل شد. این خانواده با فرزندانی که از ۴ ماه تا ۱۷ سال سن داشتند، به او فرصت داد تا آثار افراد را در مراحل مختلف زندگی تولید کند.
ون گوگ به جای کشیدن کارهایی با سبک عکاسی، از قدرت تخیل، رنگ‌ها و تم‌های هنری و همچنین خلاقیت خود برای خلق کردن احساسات مورد نظر خودش استفاده کرد.

## تاریخچه
این سری نقاشی‌ها در یکی از پربارترین دوره‌های ون گوگ ساخته شده‌اند. این اثر به او این اجازه را داد تا بتواند طی چند سال، فراگیری‌های هنری را به سمت هدف و بیان چیزی که به کار یک هنرمند معنی می‌دهد، سوق دهد.

## نقل مکان ون گوگ به آرل
ون گوگ در سال ۱۸۸۸ به آرل در جنوب فرانسه نقل مکان کرد، جایی که بهترین آثار خود را در آنجا خلق کرد. نقاشی‌های وی نمایانگر جنبه‌های مختلف زندگی معمولی است، مانند پرتره‌هایی از اعضای خانواده رولین. نقاشی‌های گل‌های آفتابگردان، که برخی از مشهورترین آثار ون گوگ هستند، این آثار طی این مدت ساخته شدند. او به‌طور مداوم کار می‌کرد تا ایده‌های خود در نقاشی را به روز کند. احتمالاً این دوره برای ون‌گوگ یکی از دوره‌های شاد زندگی او بوده‌است. او با اعتماد به نفس، روشن بینی و پرداختن به محتوا نقاشی می‌کرد.
وی در نامه ای به برادرش، تئو، نوشت: «نقاشی‌های کنونی‌ام روز به روز ظرافت بهتری پیدا می‌کنند- بیشتر به موسیقی و کمتر به مجسمه‌سازی شباهت دارند- و مهمتر از همه، نوید گر جلوه در رنگ هستند.» و به این وسیله خود را بیان می‌کنند، وینسنت توضیح می‌دهد که نقاشی‌هایش مانند موسیقی آرامش بخش هستند.

## پرتره
سبک کار ون گوگ، به مناظری که خلق کرده مشهور است، به نظر می‌رسد او در پرتره‌های نقاشی اش آرزوهای بلند خود را به تصویر می‌کشید. او در خصوص مطالعاتش در زمینه پرتره گفته‌است: «تنها چیزی که در نقاشی مرا برمی‌انگیزد، بیش از هرچیزی یک احساس بی‌نهایت عمیق است.» ون گوگ در ادامه به ایده خود در برانگیختن اشاره می‌کند: "در تصویر چیزی را بازگو می‌کنم که در نوای موسیقی به شما احساس آرامش دست می‌دهد. من می‌خواهم زنان و مردان را با آن چیزی که در بی‌نهایت می‌توان فهم کرد، نقاشی کنم، و این از برقراری درخشندگی واقعی و لرزاندن رنگ‌ها ایجاد می‌شود.

## جوزف
جوزف رولین در ۴ آوریل ۱۸۴۱در لامبیسک به دنیا آمد. همسر او، آگوستین-آلیکس پلیکات هم اهل لامبیسک بود. آنها در ۳۱ اوت ۱۸۶۸ ازدواج کردند. جوزف هنگام این نقاشی، ۴۷ سال داشت و ده سال از همسرش بزرگتر بود. آنها یک خانواده طبقه کارگری بودند. جوزف پستچی ایستگاه راه‌آهن بود.
ون گوگ با جوزف رولین آشنا شد و هردو در همراهی با نوشیدن به دوستان خوبی با هم تبدیل شدند. ون گوگ در بسیاری از موارد، رولین را با سقراط مقایسه می‌کرد. این درحالی بود که رولین جذاب‌ترین فردی نبود که ونگ گوگ می‌شناخت، اما ون گوگ او را «فردی بسیار عاقل و بسیار پر احساس و قابل اعتماد» دانست. برای ون گوگ رولین در شکل ظاهری کاملاً همانند رمان‌نویس روسی فئودور داستایوفسکی بود، به همان شکل دارای پیشانی پهن، بینی پهن و ریش دار. رولین ون گوگ را درهمه شرایط سخت و خوب در کنار برادرش تئو همراهی کرد. ون گوگ در نامه به تئو نوشت: همین الان من کاملاً تحت تأثیر مطالعه، مطالعه، و مطالعاتی هستم که به‌طور مستمر ادامه می‌دهم، این مطالعات چنان آشفتگی در درونم ایجاد کرده که قلبم را می‌شکند، با این حال می‌توانم با آن بخشی از زندگی‌ام را در چهل سالگی تأمین کنم.
در همان روزهای اول دسامبر سال ۱۸۸۸ وینسنت به برادرش تئو نوشت:
من از تمامی افراد یک خانواده پرتره درست کرده‌ام، از پستچی که پیش از این تصویر سر او را کشیده بودم و دیگر اعضای خانواده- مرد، همسرش، کودک، پسر جوان و پسر شانزده ساله، همه آنها شخصیت‌های واقعی اصیل فرانسوی هستند،اگر چه به روس‌ها بیشتر شباهت دارند. سایز بومی که به کار بردم ۱۵ بود. میدانی من در مورد این پرتره‌ها چه احساسی درونی‌ای دارم، به نظرم از اینکه پزشک نشدم تاحدی به من تسلی خاطر می‌دهد. امیدوارم با این موضوع کنار بیایم و بتوانم به کار بیشتری که از این پرتره‌ها و نمایش آن هزینه می‌کنم، پرتره‌های بهتری از این خانواده تهیه کنم، حداقل این است که یک کار فردی را به سلیقه خودم انجام می‌دهم.
سایز استاندارد نقاشی رنگ روغن در فرانسه (۶۵x۵۴ سانتیمتر) است که می‌توان مجموعه کامل را مشخص کرد:

## آگوستین
آگوستین رولین (نی آگوستین-آلیکس پلیکات) در ۹ اکتبر ۱۸۵۱ در لامبیسک به دنیا آمد و در ۵ آوریل ۱۹۳۰ درگذشت.
علاوه بر آثار مادر و دختر به خلق مارسل پرداخت که دیدنی است، ون گوگ همچنین چندین اثر لالایی [la bɛʁzøz] را خلق کرد که در آن مادام آگوستین برای گهواره‌های نامعلوم خود با رشته نخی بافندگی می‌کرد.
نسخه پنجمی از این نقاشی در انستیتوی هنر شیکاگو وجود دارد.

## آرماند
آرماند رولین، فرزند ارشد، در ۵ مه ۱۸۷۱ در لامبیسک به دنیا آمد و در ۱۴ نوامبر ۱۹۴۵ درگذشت. وی هنگام تصویربرداری از ون گوگ ۱۷ سال داشت.

### کامیل
کامیل رولین، کودک متوسط، در لامبیسک در جنوب فرانسه، در ۱۰ ژوئیه ۱۸۷۷ به دنیا آمد و در ۴ ژوئن ۱۹۲۲ درگذشت.

### مارسل
مارسل رولین، کوچکترین فرزند (۳۱ ژوئیه ۱۸۸۸–۲۲ فوریه ۱۹۸۰) چهارماهه بود که ون گوگ پرتره‌های او را ساخت.
«درموزه هنر فیلادلفیا» «پرتره مادام آگوستین رولین و فرزندش مارسل» «آگوستین و مارسل خردسال را دارد» که در ژوئیه ۱۸۸۸ به دنیا آمد.